# Sittas
Sittas († 539) war ein oströmischer General des 6. Jahrhunderts. 
Der gebürtige Gote war zunächst ein Elitesoldat (bucellarius) und stieg unter Kaiser Justin I. zunächst zum dux auf, bevor er von Justinian I. 528 zum magister militum per Armeniam et Pontum Polemonicum ernannt wurde. Sittas kämpfte erfolgreich gegen die Sassaniden. Seit 530 bekleidete er das einflussreiche Amt des magister militum praesentalis. Er galt als sehr fähiger Militär, der allerdings in der modernen Betrachtung (wohl dank Prokopios von Caesarea) eher im Schatten Belisars steht; ebenso scheint er über beachtliche diplomatische Fähigkeiten verfügt zu haben. Seine steile Karriere verdankte er dabei nicht nur seiner unzweifelhaften militärischen Kompetenz, sondern auch seiner Verbindung zum Kaiserhaus: Er war der Schwager der Kaiserin Theodora und möglicherweise Vater der späteren Kaiserin Sophia. 535 errang er einen bedeutenden Sieg über die (Proto-)Bulgaren, wofür er wohl mit der Würde eines Patricius ausgezeichnet wurde. Sittas fand 539 bei einem Scharmützel mit aufständischen Armeniern den Tod.